# アメリカ合衆国の社会保障論争
この記事はアメリカ合衆国の社会保障システムの変革の諸提案に関わる。社会保障の計画は正式にはそれの三つの部分に関して、老齢・遺族・疾病保険と呼ばれる。それは基本的には納められた給与税を通じて積み立てられる。2015年の間、230億ドルの年間（積立）剰余金をもって、9200億ドルの収入にたいして、8979億ドルの合計利益が支払われた。930億ドルの利息を除いて、その計画は700億ドルの現金赤字を有する。社会保障はおおよそ、その計画からかレアの収入の50％かそれ以上を受け取る、既婚の配偶者たちの53％ならびに未婚の人々の74％をもった、年配の収入の40％を表す。一人の受益者にたいして2.82人の勤労者であるところの、1億6900万人と見積もられる人々がその計画に支払い、そして6000万人が2015年に利益を受け取った。ベビーブーマー世代の高齢化、続くと見込まれる出生率の低下、および平均余命の増加によって生じる、受益者あたりの勤労者の比率が下がるにつれてその計画による長期の積み立てが困難に直面するにしたがい、いくらかの主張をもって改革の提案はまわりめぐり続ける。2011年に、現金計画収入を超えて計画は支払い始めた（すなわち、利息を含まない収入）；現行の法律のもとで明らかにこの不足額は続くと見込まれる。
社会保障は、1937年に始まった徴収以来からの給付よりも、おおよそ2.8兆ドル以上の給与税と利息を集めてきた。この繰越は社会保障積立基金（英語: Social Security Trust Fund）を意味する。その基金は、「アメリカ合衆国政府の完全な信頼および保証による」裏づけの非市場性の米財務省の保証を含む。その計画からの基金の借り入れは、2015年12月現在における、合計18.9兆円の国家債務（英語: national debt）の一部をなす。利息によって、おおよそ2.9兆ドルのピークまで達する、2020年末を過ぎて、積立基金は増大し続ける。社会保障は、積立基金が存在する限り、その計画の積立を満たすために、給与税と併設される他の政府の財源から量を引き出す法的な正当性を有する。しかしながら、給付は給与税税収よりも多く、そして期間にわたる利息収入は、2035年まで積立基金を弁済するだろう、それはそれ以降の給与税の現行の徴税はその計画の積立に利用できるだろうことを意味する。
もし改革が実施されなければ、現行法規のもとにある解決の手がかりとなる一定の意味合いがある：
- 給与税は、2034年からそれ以降の、予定された給付総額の79％についてだけまかなうだろう。法律の変更なしには、社会保障はその不足額をまかなうようなその他の政府の積立金を引き出すための法的正当性を持たなくなるだろう。[4]
- 2021年から2035年までの間、退職者への支払いの積立基金の払い戻しの均衡は、給与税以外の歳入からの政府の積立金においておおよそ3兆ドルを引き出すだろう。これは、社会保障だけに限らない、政府全般にたいするひとつの積立問題である。しかしながら、積立基金が引き下げられるにつれ、そのことはアメリカ合衆国の国家債務（英語: National debt of the United States）の要素なので、結果として、積立基金の総額は計画の外部の公的債務によって置き換わる。[4]
- 社会保障のもとでの一時借り入れの債務の現在価値は、（2016年から2090年の）75年間の予測期間でおおよそ11.4兆ドルだった。言い換えると、その総額は、元本と利息が75年間分の不足をまかなうであろうから、2016年では取り除けておくべきだったかもしれない。毎年の不足額の見積もりは平均して、給与税課税基準の2.49％もしくは（経済規模の大きさを示す）国内総生産（GDP）の0.9％になる。無限時平線にわたる評価では、これらのようすは順に、4.0％と1.4％になる。[4]
- 社会保障の給付の年間費用は2000年ではGDPの4.0％、2015年ではGDPの5.0％として表される。これは徐々に2035年ではGDPの6.4％に増えると予測される。そしてそのとき2055年のGDPのおおよそ6.1％まで減少に向かい、その水準において2086年まで残る。[7]

バラック・オバマ大統領は民営化に反対した（すなわち、給与税の逸脱や個人会計（英: private account）と同じものである貯蓄）あるいは退職年齢の引き上げ、しかし、その計画の基金を助けるような社会保障給与税（英語: Social Security payroll tax）に従属するところの、（2016年では118,500ドルの）保証額の年間最大総額の引き上げは支持した。加えて、2010年2月18日に、オバマ大統領は、両党派による財政責任と改革に関する国家委員会（英語: National Commission on Fiscal Responsibility and Reform ）の創設を義務付ける行政命令を出した。その委員会は社会保障の持続性を確実にする10の特別な勧告をした。
連邦準備委員会（英語: Federal Reserve）の議長のベン・バーナンキは2006年10月6日に言った：「持続不可能な私たちの退職計画の改革は優先すべきである。」彼は付け加えた、「遅れることなく、早く改革に着手する命令は重大である。」現行の法律のもとでそれが存在するときに、そのシステムを維持するのに必要な、増税または支給の切り詰めは、そのような変革の遅れの引き伸ばしを著しく高額にさせる。たとえば、2016年の間の給与税の税率の（現状の12.4％からの）15％への増税または19％までへの支給の切り下げは、その計画の予算上の関係する不明瞭さに手をつけるだろう；もし2034年までに変わらなければ、これらの総額は順に16％と21％に増える。2015年の間に、米議会予算事務局 （英語: Congressional Budget Office）は幾つかの改革の選択肢の金融上の影響に関して報告をした。

## 積立基金問題の背景

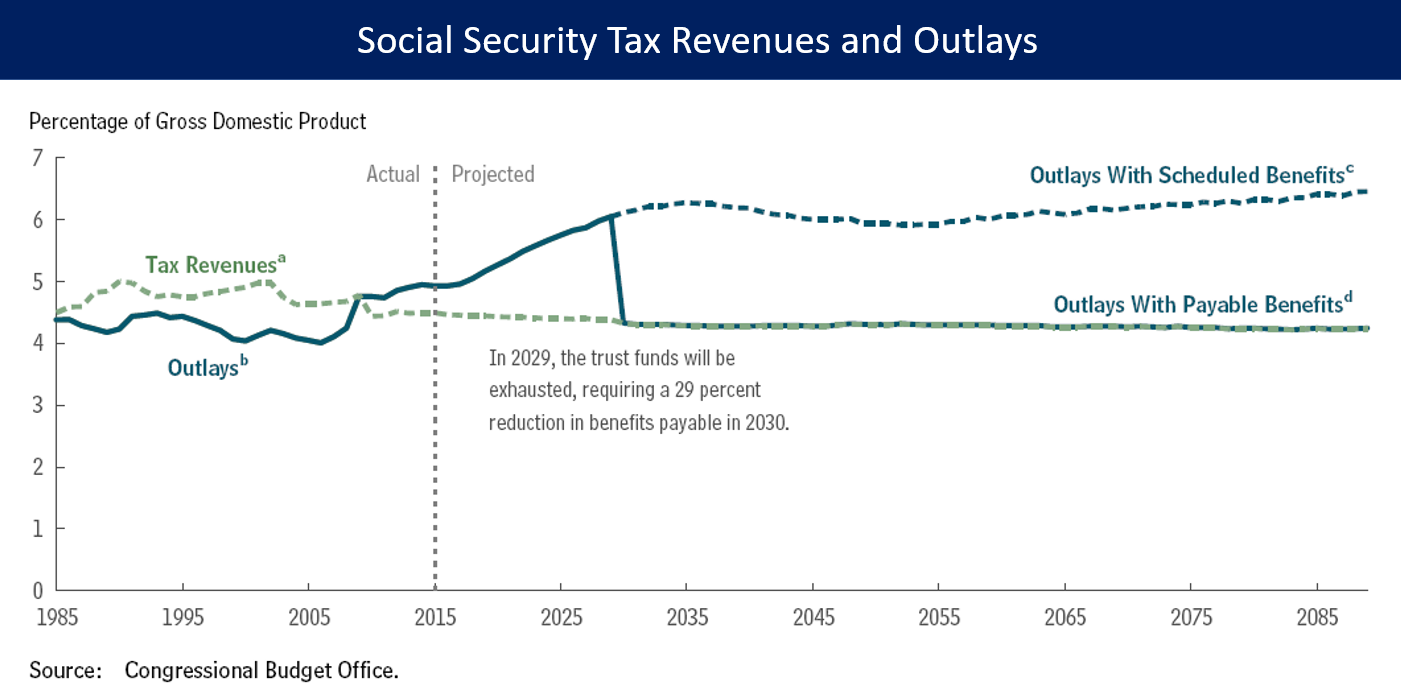
2015年から2085年にかけての、社会保障の税収と支出の、CBOによる予想。現行法規のもとでは、いちど社会保障信託基金 が使い果たしてしまう、2030年あたりに始まる計画の給付が始まるなかで、29％の引き下げが必要な、その支出は歳入を上回ると予測される。

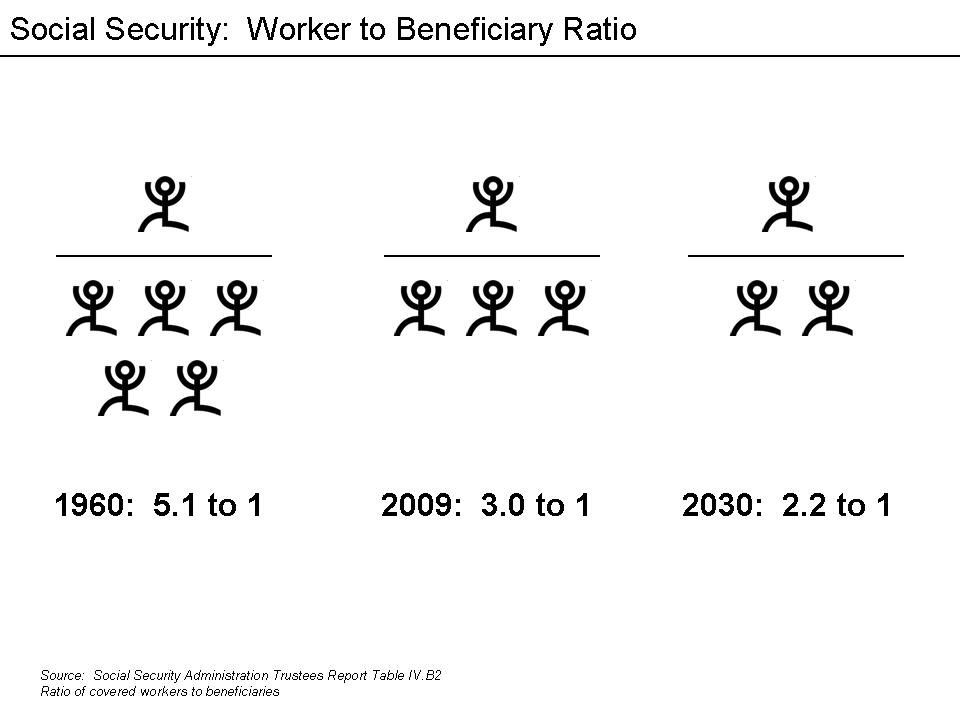
社会保障 - 退職者にたいする、まかなう勤労者の割合

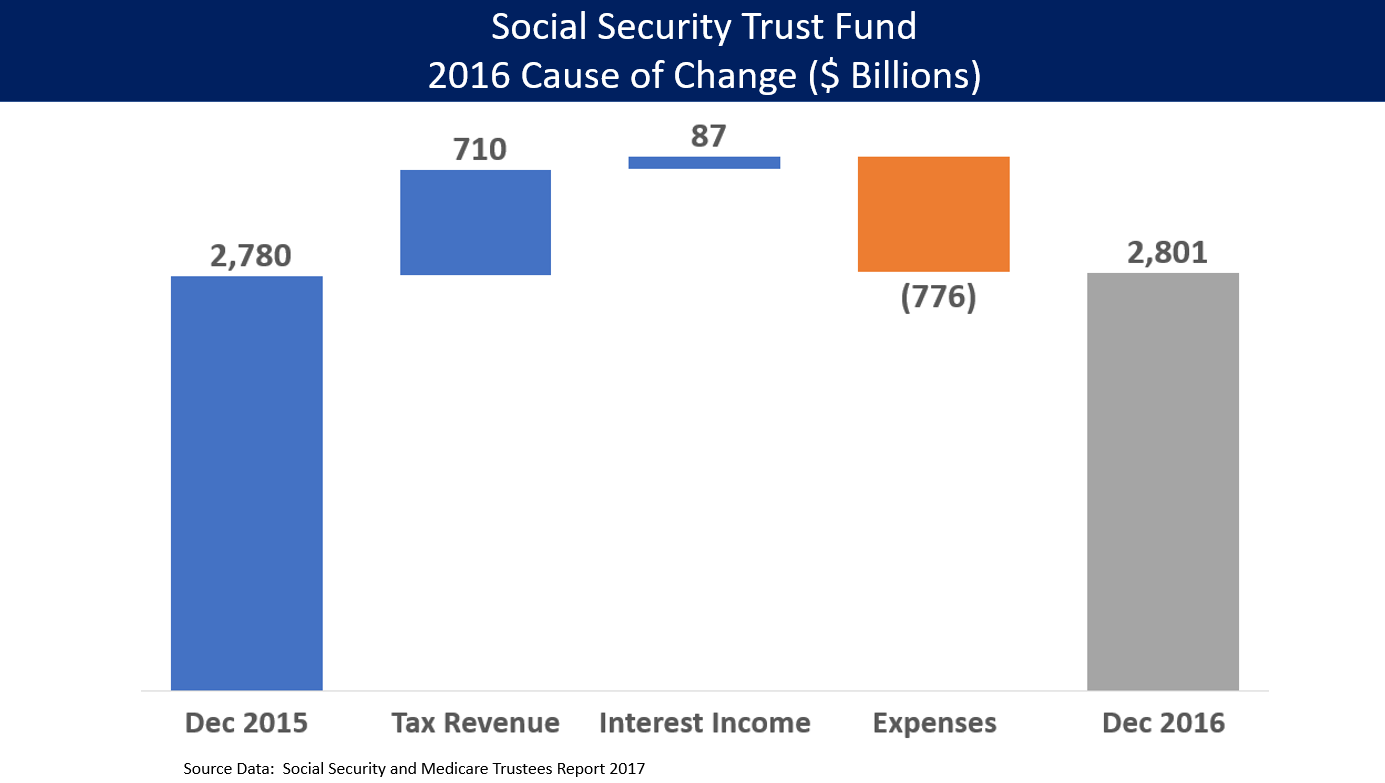
アメリカ合衆国の社会保障信託基金：基金に積み立てる給与税と歳入、それに対して支出（給付）がそれを引き下げる。

### 概観
連邦信託寄付法税（英語: Federal Insurance Contributions Act tax）を通じて、給与税を、社会保障は積み立てる。典型的には賃金回収の、FICA寄付金として2018年では賃金の6.2％の、税の支払い（合計12.4％）にたいして、雇用主と従業員はともに責任をもつ。非従業員の構成員たちはその全体の12.4％に責任がある。

### 人口統計
1960年に、計画に支払う勤労者の数は、退職者あたり5.1人だった；これは2007年では3.3人に減り、そして2035年には2.1人に減ると見通せる。 さらに、平均余命は上昇し続け、予定される給付を集める退職者は長寿化する。連邦準備委員会議長バーナンキは、大蛇に飲まれる豚 （英: pig moving through the python） の諺（ことわざ）のようにというよりはむしろ、人口の高齢化は長期の傾向であることを指摘した。

### 社会保障年金信託基金
基金からの（退職者たちへの給付の）支出が差し引かれる場合に、受け取られた社会保障の給与税と利息はその基金に積み立てられる。例えば、2016年では、1月１日現在での初期の収支バランスは2兆7800億ドルだった。支出の7760億ドルが取り崩されるなかで、給与税での歳入7100億ドルと利息の870億ドルは2016年に基金に加えられた、12月31日現在では、2016年の収支バランスは2兆8010億ドルだった。

### 積み立て計画における失業の影響
2008年から2010年にかけてのサブプライム住宅ローン危機による失業の増大は、社会保障に積み立てる、給与税税収の総額を著しく低下させた。さらに、その危機は、見込みよりも多くの、退職ならびに無資格の給付の両方にたいする適用をも引き起こした。

### 積み立て計画における所得格差の影響
所得格差の増大も社会保障計画の積み立てに影響を与える。Center for Economic and Policy Research は、将来の75年間での社会保障の見込まれる43％の不足額にたいする所得再分配の引き上げは責任があることを、2013年2月に見積もった。

### 基金問題の規模

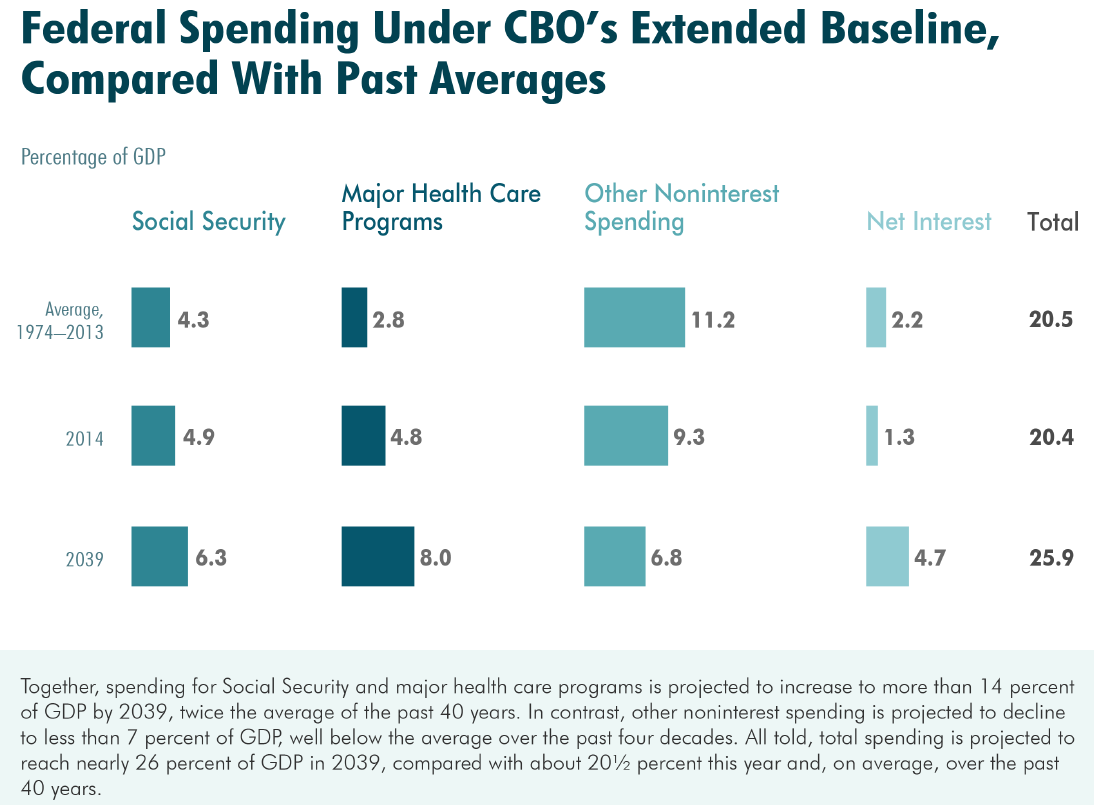
自由裁量の計画は衰えるのにたいし、社会保障のための支出はGDPに合わせて増えると見込まれる。

2010年における給与税での増税が、GDPの0.6％から0.8％に相当する給与税課税基準の1.6％から2.1％までの範囲であることが、来る75年間にたいする財政均衡での社会保障計画が据置かれるうえで必要であろうことを、議会予算事務局は見積もった。

### 予算赤字における影響
給付にたいする税収ならびに利息の超過によって、社会保障の計画は、メディアにおいてありふれて報じられる、年間の連邦予算赤字の規模もまた引き下げる。たとえば、2012予算年度について、予算上の赤字 (英: On-budget Deficit)は1万1513億ドルだった。社会保障と郵便（英: Post Office）は予算外 （英: Off-budget）とみなされる、（管財人 （英: Trustees）によって報告された540億ドルとは異なった）CBOの勘定によって見積もられた624億ドルの余剰を社会保障を有し、そして合計予算赤字（英: Total Budget Deficit）1万894億ドルの結果のなかで、郵便は5億ドルの赤字を有することを、CBOは報じた。この後者のようすはメディアにおいて報じられた平凡なもののひとつだった。

## 議論の枠組み

### 観念形態的主張
観念形態は、社会保障論争の枠組みのひとつの主要な部分の役割を果たす。その他の間で、哲学的論争の主要な諸論点は含まれる。

### 保守的観念形態の主張
保守主義者と自由放任主義者たちは、社会保障が勤労者から退職者へ資産を再分配させて、そして自由市場を迂回して、個人の所有を低下させることを主張する。社会保障の諸税は、個人口座（英: private account）ができるのにたいして、将来の世代へ受け渡しできないところのシステムへと支払われる、それによって富の蓄積が妨げられる。

### 自由主義の観念形態の主張
自由主義者たちは、義務的な寄与と幅広い計画を集中させるのを通じて、政府が社会保険を与えるような義務があることを主張する。2004年の間、社会保障は、退職したアメリカ人の三分の二近くの者の収入の、半分以上で構成された。六人のうちの一人にたいして、それは彼らの唯一の収入である。

### 民営化賛成の主張
保守的立場はしばしば民営化である。アメリカ合衆国以外に、個人的な勤労者たちのための個別口座を準備したところの、国々がある。この個人口座は、勤労者に彼らの口座が投資されるものである保障についての決定における時間的余裕を許し、個人口座によって積み立てられた終身年金 （英語: life annuity）を通して退職後に勤労者に支払い、その基金が勤労者の相続人によって継承されるのを許すものである。

### 民営化反対の主張
自由主義者の立場は典型的に民営化反対である。民営化反対の立場をとるこれらの者は（その他の中で）いくつかの論点を主張する。それは以下のことを含む

## 先行する改革や試みの提案の年代記
- 社会保障の部分的な、試みや改革の提案の系譜は、それらの諸制度が始まった、1930年代までさかのぼることができるかもしれない。[25]
- 1997年10月に民主党大統領ビル・クリントンと、共和党下院議長ニュート・ギングリッチは、社会保障を改革するような秘密の合意に達した。その合意は大統領と議長が、彼らの各自の政党からの議会の中道派が歩み寄るよう説き伏せることによって、ともに連携を着実にすすめることを必要とした。[26]

## 別の見解
システムでの主だった変革の擁護者たちは、社会保障が危機に直面しているから、劇的な実行が必要であることを総じて主張する。2005年の一般教書演説で、ブッシュ大統領は、社会保障が破産 に直面していたことを表明した。

## 社会保障の代案の諸研究

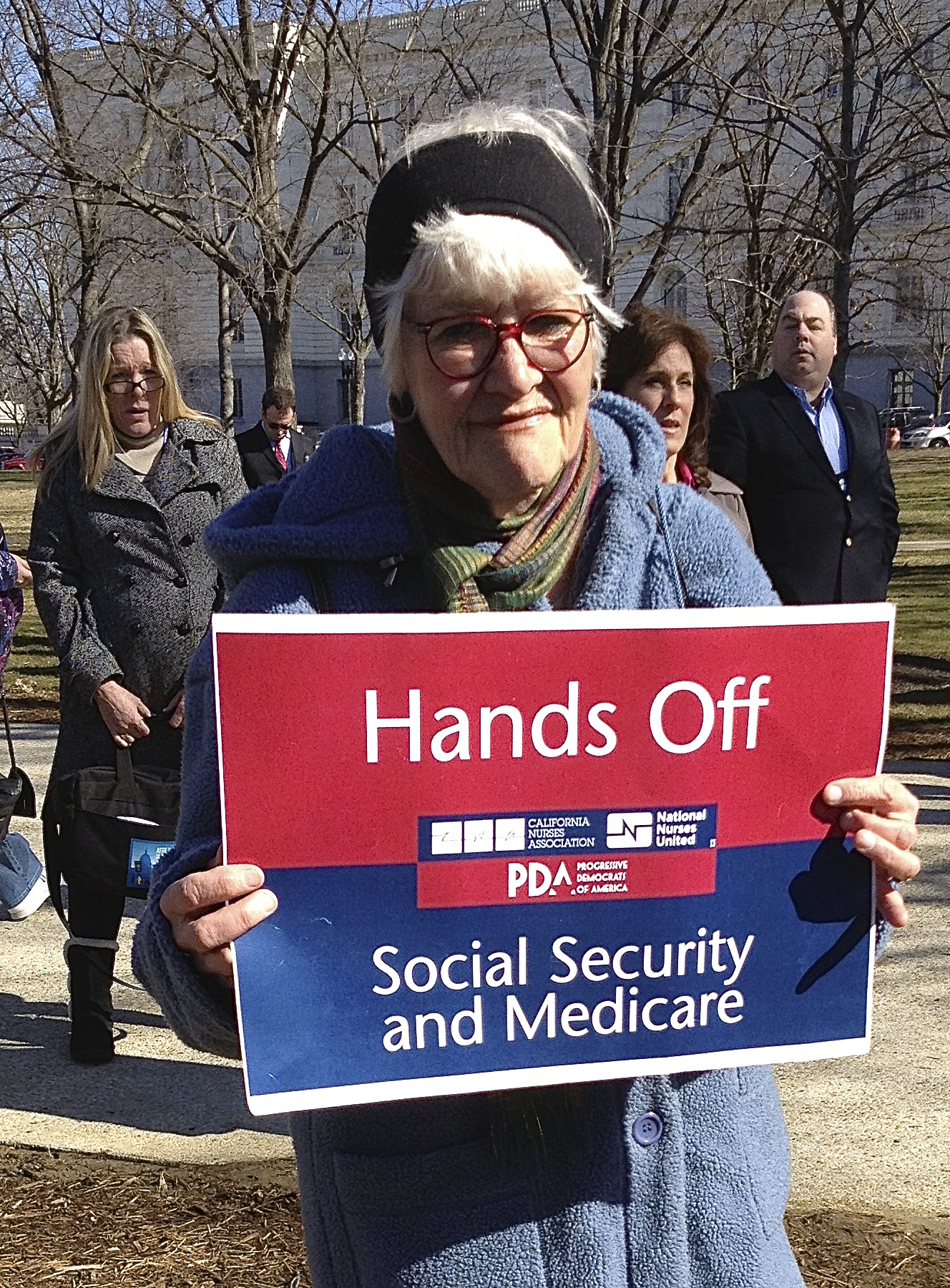
2013年のワシントンのでの決起集会で「社会保障と老齢者医療保険制度に手を付けるな」と標された標識を持つ看護婦

ノースカロライナ州立大学で高齢化問題（英語: aging issues）を専攻する経済学者のロバート・クラーク （英語: Robert L. Clark）は社会保障の金融状態に関する政府のパネルの議長を務めている；社会保障の将来の選択肢は明らかである：「あなた方は増税かまたは支給の切り詰めをする。どちらも行う方法が沢山ある」ことを彼は言った。

### アメリカ議会予算事務局による研究
アメリカ議会予算事務局は2010年7月に、75年間にわたる時平線でGDPのおおよそ0.6％であるところの、保険計理的均衡不足（英: actuarial balance shortfall）における一連の政策の選択肢の効果を報告をした。

### AARPによる研究
AARPは定期的に社会保障改革の政策選択肢に関するそれの見解を出版する。2012年の10月の間に一連の改革の選択肢に関するそれの見解をまとめた。

### 都市研究所による研究
2010年3月に都市研究所 （英語: Urban Institute）は、不足額の低減計画のある見積もりに沿って、代案の効果を見積もった。

### 財政改革委員会
2010年2月18日にオバマ大統領は、両党派による財政責務と改革に関する国家委員会（英語: National Commission on Fiscal Responsibility and Reform）の創設を義務付ける行政命令を出した。その委員会は、「社会保障の資力の持続を確実にすること、2037年にやってくると見込まれる22％カットを防ぐこと、そして公平に負担を分配すること」を目的とする。

### オバマ大統領の提案
2008年9月14日現在で、バラク・オバマは社会保障改革における予備的な見解を示した。彼が「社会保障を強化する両党派からの議員たちと一緒に働き、そして中間層が増税もしくは支給切り詰めから守られるなかで、民営化を阻止する」ことを彼のウェブサイトは示した。

## 論点毎の特別な提案

### 生活費の引き下げの調整
現行のシステムは、退職者の過去の賃金によって、最初の給付水準を設定する。その給付水準は35年間の最高の年収に基づく。この最初の総額はそのとき年間の生活費調整 （英: Cost of Living Adjustment、略してCOLA）の対象となる。最近のCOLAは、2007年では2.3％、2008年では5.8％、そして2009年から2011年にかけては0となっている。

### 適格性や退職年齢の引き上げ
CBOは2010年に、退職年齢の70歳への引き上げは、徐々に75年間の積立金の不足額を半減させるだろうことを、見積もった。しかしながら、退職年齢の引き上げは、低所得の勤労者と手工業あるいは肉体労働をする者のこれらに不均衡な衝撃を与える。

### 累進物価スライド制
累進物価スライド制（英: progressice indexing）は、低賃金のグループにおける、衝撃もしくは少ない衝撃をもって、高賃金のグループにたいして、COLAや支給水準を引き下げる。Congressional Research Serviceは次のように報じた：

累進物価スライド制は、（現行法のもとで）賃金が増加するよう低所得者の主要な支給を指数付け（物価スライド、英: index）して、（現行法が約束する支給と比較して支給が結果として低下するように）物価が増加するよう高所得者にたいする主要な支給を指数付けする、そして賃金上昇と物価上昇の組み合わせとなるよう中間所得者の支給を指数付けする。

### 給与税の課税限度額の調整
2015年の間、給与税は主に所得の118,500ドルにおいて課税した；それの総額にわたる所得は課税されなかった。2011年におおよそ6％の勤労者は、この総額にわたり所得を得た。この限度額により、高所得の人々は、低所得の人々よりも低い割合を支払った；従って給与税は逆進税（英語: regressive tax）である。

#### 2013年ハーキン税
2013年3月に上院議員トム・ハーキンはS. 567 Strenghthening Social Security Act of 2013を導入した。その法案の支持者たちは、「残りの私たちと同じように社会保障の税の幾らかの割合を億万長者たちに支払わせることによって、そして社会保障の支給が計算される方法を変えることによって、上院議員ハーキン法案は、世代 にたいする計画の解決策 を保ったまま、年間受け取り額当たり平均して800（ドル）をもって、社会保障支給を広げるだろう」ことを述べる。

### ダイアモンド-オルザグ案
ピーター・A・ダイアモンドとピーター・R・オルザグは2005年の本Saving Social Security: A Balanced Approach の中で、「社会保障は、種々の課税、出費調整、ならびに一般的な基金が給与税から借り入れしてきたものによる処理の漸進的な終了により、安定にされる」ことを提案した。これは社会保障に充当するような増加した収入を要求する。幾らかの秩序の社会保障の安定化計画をもったものとしての、彼らの計画では、退職年齢の漸進的な引き上げ、国民が支払うべきFICA税 （英語: Federal Insurance Contributions Act tax）の上限の引き上げ、ならびに現行の12.4％から最大で合計15％までの、FICA税率のゆっくりした引き上げに頼る。

## 世論調査
2014年6月のピュー研究所の投票調査によると：
- 27％は支給の引き上げの支持とともに、67％は支給の引き下げをしない ことを支持し、そして37％は同水準の支給を支持。
- 24％はより低い支給の支持とともに、31％は支給の引き下げ (をすること)を支持し、6％は計画の中止を望む。

## 民営化を尊重する概念の主張
社会保障の民営化は、その長期間の積み立ての問題の処置をとるようなことを何もしないことを、批評家たちは主張する。著しい借り入れを必要とする、民営の勘定に逸れることは、現在の退職者に支払える積立金を引き下げうる。

### 収益率と個人の率先権
民営化に反対するこれらの者の幾らかが、将来において若い世代が保つよう約束することを現在の将来でたとえ合意しても、過去の退職者よりもとても低い収益率を体験するだろう。

### 政府の役割
経済学を含まないけれども、むしろ政府の役割であるところの、独立した問題もある。現在シカゴ大学の大学院教授で、保守的なノーベル賞受賞の経済学者ゲーリー・ベッカーは、2005年2月15日の記事で書いた：「退職年齢と収入の決定における政府の役割を引き下げ、歳入と支給支出の政府の会計を改善させる。」

### 民間基金の管理費用
民営化の反対者は、いかなる民営化システムも陥るだろうところの、増加する管理費用も非難する。1988年から1993年にかけてイギリスで起きたように、年金価格が報酬と職権を通して血を流すものにおいて、不正直な枠組みが自国の買い手に買われうる。

### ウォール街にとって棚ぼたになる?
民営化がウォール街にとって棚から牡丹餅 （たな から ぼたもち、 英: windfall）のような思いがけない仲介手数料をもたらし、そして管理報酬での数十億ドルをかき集める、基金型投資信託 （英語: mutual fund）の会社を招くことも、反対者たちは主張する。

## その他の民営化の提案
一連の提案は、7.5%案 （英語: 7.5% Solution）のような、部分的な民営化を示唆してきた。

## ジョージ・W・ブッシュの民営化案
ジョージ・W・ブッシュ大統領は、2001年の彼の大統領選の初めから、社会保障の部分的民営化 を論じた。しかし2004年の再選を勝ち取った後だけ、真面目な改革の遂行において、彼の政治的資本 （英語: political capital）への投資を始めた。

### ブッシュ案における論争の政略
2004年の大統領選挙の間にブッシュが社会保障の改革に言及してから、そして、彼がそれを2005年1月の彼の全国テレビ中継演説で、彼の2期目の間にそのシステムを部分的に民営化するよう働くつもりであることを、明確にしてから、その問題において政治的加熱が浮上した。

## その他の関心事
自由論者のようなその他のグループが強く反対するものである、政府による収入の再分配の形としてのそれを尊重する社会保障に、ジョージ・W・ブッシュがイデオロギー的動機において反対することを、何某かの者は主張する。

### 最初の世代への贈与の影響
社会保障の加入者の最初の世代は、システムへ支払ったよりも遥かに多くの給付を受け取ったから、大きな贈与を受け取ったことが、主唱されてきた。この歴史的な不均衡と関係する期間は、遺産負債（英: legacy gift）という造語を生んだ。

### ねずみ講との類似の主張
批評家たちは、事業活動からの利益の代わりに、後の投資家から集めた積立金から先の投資家が支払いを受けるところの、社会保障の現金払い主義 （英: pay-as-you-go）の積み立ての仕組みがひとつの不法なねずみ講との類似性を有することを主張した。とくに、彼らは、新しい加入者の人数が減少する時に起きることを彼らが言うところの、ひとつの持続可能性の問題を描く。